# In case of emergency
In case of emergency (forkortet ICE, dansk "I tilfælde af nødsituation") er et særligt program etableret af den engelske ambulancefører Bob Brotchie i maj 2005. Idéen, at personer indtaster ens nærmeste pårørende som 1ICE-mor, 2ICE-far, 3ICE-bror osv. i kontaktlisten på sin mobiltelefon.
Idéen bag er, at ikke alle altid bærer rundt på identitetsoplysninger eller særlige allergi-forhold, som sundhedspersonale skal tage hensyn til under en behandling. Derimod har de fleste personer efterhånden en mobiltelefon med, hvorledes dels personen kan identificeres, der kan ske underretning af pårørende, samt indhenting af oplysninger om helbred. Når kontakterne indtastes i telefonen efter vejledningen, så vil dens styresystem automatisk sørge for, at disse listes øverst i listen, da tal går forud for bogstaver.
Konceptet blev lanceret i maj måned 2005, men fik hurtigt større udbredelse efter Terrorangrebet i London 2005 to måneder senere.. I Danmark har landets største ambulanceoperatør Falck ikke ønsket at støtte idéen, hvor korpslæge Sven Trautner påpeger usikkerhedsfaktorer som bl.a., at man ikke altid kan være 100 % sikker på, at oplysningerne er opdaterede, samt telefonen vitterligt tilhører den pågældende person.